# Дралфа
Дра́лфа (болг. Дралфа) — село в Тирговиштській області Болгарії. Входить до складу общини Тирговиште.

## Населення
За даними перепису населення 2011 року у селі проживала 391 особа.
Національний склад населення села:
| Національність   | Кількість осіб | Відсоток |
| ---------------- | -------------- | -------- |
| болгари          | 177            | 45,9%    |
| турки            | 171            | 44,3%    |
| цигани           | 23             | 6,0%     |
| інша             | 5              | 1,3%     |
| не визначились   | 10             | 2,6%     |
| Всього відповіли | 386            |          |

Розподіл населення за віком у 2011 році:
Динаміка населення: